# 大一美術館
大一美術館（だいいちびじゅつかん）は、愛知県名古屋市中村区鴨付町にあるガラス工芸美術館である。

## 概要
1997年（平成9年）5月に開館。パチンコメーカーの大一商会がメセナの一環として運営している企業博物館で、エミール・ガレやドーム兄弟のアール・ヌーヴォー作品やデイル・チフーリの作品を中心に常設展示するほか、企画展なども開催される。
2021年（令和3年）7月20日には、在名古屋ハンガリー名誉領事館が館内に設置された。

## 主な収蔵作品
エミール・ガレ
- 好かれるための気負い（1889年）
- ジャポニズム菊文鼓型花器（1880年）

デイル・チフーリ
- シャンデリア（1997年）
- メイグリーン・マキア（1992年）
- 紺色ソフト・シリンダー（1994年）

ドーム兄弟
- 白鳥文花器（1900年頃）
- 鹿文花器（1925年）
- チューリップ文花器（1909年）

ルネ・ラリック
- オラン（1927年）
- つむじ風（1926年）

## 所在地
- 愛知県名古屋市中村区鴨付町1-22

## 交通アクセス
- 名古屋市営バス（栄24号系統・中村13号系統）「鴨付町」バス停下車、徒歩で約1分[1]。
- 名古屋市営地下鉄東山線「中村公園駅」から徒歩で約25分[1]。